# مندالة (نموذج سياسي)

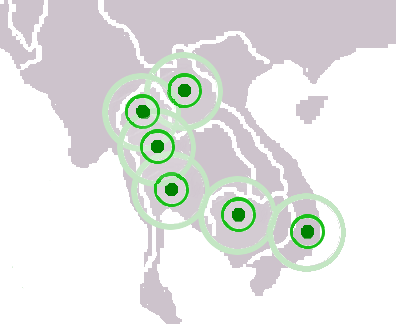

مندالة كلمة سنسكريتية تعني «الدائرة». والمندالة هو نموذج لوصف أنماط القوة السياسية المنتشرة الموزعة في إمارات مويانغ أو كيداتوان في تاريخ جنوب شرق آسيا المبكر، عندما كانت القوة المحلية أكثر أهمية من القيادة المركزية. يوازن مفهوم المندالة بين الاتجاهات الحديثة للبحث عن قوة سياسية موحدة، أي قوة الممالك الكبيرة والدول القومية في التاريخ – وهي نتيجة ثانوية غير مقصودة للتطور في تقنيات صنع الخرائط في القرن الخامس عشر. على حد تعبير أوليفر ويليام وولترز الذي توسع في استكشاف الفكرة في عام 1982:
«كانت خريطة جنوب شرق آسيا المبكرة التي نشأت من شبكات المستوطنات الصغيرة ما قبل التاريخ، والتي تكشف عن نفسها في السجلات التاريخية، خليطًا من المندالةت المتداخلة في كثير من الأحيان».
يُستخدم المصطلح للدلالة على التكوينات السياسية التقليدية لجنوب شرق آسيا، مثل اتحاد الممالك أو الكيانات التابعة تحت مركز الهيمنة. تبنَّاه المؤرخون الأوروبيون في القرن العشرين من الخطاب السياسي الهندي القديم باعتباره وسيلة لتجنب مصطلح «الدولة» بالمعنى التقليدي. لم تقتصر سياسات جنوب شرق آسيا، باستثناء فيتنام، على عدم التوافق مع وجهات النظر الصينية والأوروبية التقليدية بشأن دولة محددة إقليميًا ذات حدود ثابتة وجهاز بيروقراطي، ولكنها تباعدت كثيرًا في الاتجاه المعاكس: فالنظام السياسي يحدده مركزه وليس حدوده، ويمكن أن يتألف من العديد من الكيانات الترفيدية الأخرى دون أن تخضع للتكامل الإداري.
بطريقة مشابهة للنظام الإقطاعي الأوروبي في بعض النواحي، ارتبطت هذه الدول بعلاقاتٍ من نمط دولة رئيسية-دولة خاضعة suzerain–tributary

## المصطلحات
يدعو المصطلح لمقارنته مع مفهوم المندالة في رؤية الهندوسية والبوذية للعالم؛ وتؤكد المقارنة على إشعاع السلطة من كل مركز من مراكز السلطة، فضلاً عن الأساس غير المادي للنظام.
تصف استعارات أخرى مثل فكرة ستانلي جياراجا تامبيا الأصلية عن «نظام الحكم المجري»، أنماطًا سياسية مشابهة للمندالة. يفضل المؤرخ فيكتور ليبرمان استعارة «النظام الشمسي»، والذي يشير إلى قوة الجاذبية التي تمارسها الشمس على الكواكب.

## نبذة تاريخية
تاريخيًا، كانت إمبراطورية الخمير في كمبوديا من الدول الرئيسية أو المهيمنة، وهي سريفيجايا في سومطرة الجنوبية، والممالك المتعاقبة لماتارام، وكيديري، وسنغاساري، وإمبراطورية ماجاباهيت في جاوة، ومملكة أيوثايا في تايلند، وتشامبا والصين. تحتل الصين مكانة خاصة حيث دفع الآخرون الجزية للصين في كثير من الأحيان، رغم أن الالتزامات المفروضة على الممالك الأقل أهمية كانت في الواقع ضئيلة.
كانت أبرز الدول الخاضعة (أو الدول الرافدة) كمبوديا في فترة ما بعد الأنغكور، ومملكة لان سانغ (خلفتها مملكة فيانتيان ولوانغ برابانغ) ولانا. وصف الإمبراطور الفيتنامي جيا لونغ كمبوديا في القرن الثامن عشر بأنها «دولة مستقلة عبدة لاثنتين». ثم انتهى النظام في النهاية بوصول الأوروبيين في منتصف القرن التاسع عشر. ومن الناحية الثقافية، أدخلت هذه البلدان الممارسات الجغرافية الغربية، التي تفترض أن كل منطقة تخضع لسيادة واحدة.
من الناحية العملية، فرض استعمار الهند الصينية الفرنسية، والهند الشرقية الهولندية، وملايا البريطانية وبورما، ضغوطًا من المستعمرين للحصول على حدود ثابتة لممتلكاتهم. ثم قسمت الدول الخاضعة بين المستعمرات وسيام، والتي مارست سلطة مركزية أكثر بكثير من غيرها، ولكن كانت السلطة على المساحة الأصغر حتى ذلك الوقت.
يستخدم المؤرخ مارتن ستيوارت فوكس مصطلح «مندالة» على نطاق واسع لوصف تاريخ مملكة لاو في لان سانغ باعتبارها هيكلًا من المقاطعات ضعيفة الترابط تفكك بعد غزو تايلاند لمملكة لان سانغ ابتداءً من القرن الثامن عشر.
قدم المؤرخ التايلاندي سونيت تشونتارانند مساهمة هامة في دراسة المندالة في تاريخ جنوب شرق آسيا من خلال البرهنة على أن «الافتراضات الثلاثة المسؤولة عن وجهة النظر القائلة بأن أيوديا كانت دولة مركزية قوية» لم تصمد (أمام الانتقادات)، وأنه «لم ينجح القضاء على هيمنة حكام المقاطعات في أيوديا أبدًا».

## التزامات
تتفاوت الالتزامات على كل جانب من العلاقة وفقًا لقوة العلاقة والظروف. بشكل عام، اضطر الرافد (أو الخاضع) إلى دفع الزهور الذهبية والفضية «بونغا ماس»، وهي عبارة عن جزية منتظمة من مختلف السلع القيمة والعبيد، وأشجار مصغرة من الذهب والفضة «بونغا ماس دان بيراك».
يرد القادة المهيمنين بالمثل في كثير من الأحيان بهدايا قيمتها أكبر من تلك التي يوفرها الرافد. ومع ذلك، كان على الرافد أيضًا توفير الرجال والإمدادات عند الطلب، وغالبًا في وقت الحرب. وكانت الفائدة الرئيسية للرافد هي الحماية من الغزو من قبل قوى أخرى، على الرغم من ذلك كما لاحظ المؤرخ في جنوب شرق آسيا ثونغشاي وينيكاكول، اعتُبرَ هذا في كثير من الأحيان «حماية على غرار المافيا» من تهديدات المهيمن نفسه.
وفي بعض الحالات، كان المهيمن يسيطر أيضًا على الخلافة في الرافد، ولكن التدخل في الشؤون الداخلية للرافد كان في العموم ضئيلًا: فهو سيحتفظ بجيشه الخاص وسلطات الضرائب، على سبيل المثال. وفي حالة العلاقات الأكثر هشاشة، يمكن أن ينظر «المهيمن» إليها على أنها جزية، في حين يعتبر «الرافد» أن تبادل الهدايا عملية تجارية بحتة أو تعبير عن حسن النية.

## علاقات شخصية
كان التركيز على العلاقات الشخصية أحد الخصائص المميزة لنظام مندالة. كان الحاكم الرافد (أو الخاضع) تابعًا لشخص الحاكم المهيمن، بدلاً من أن يكون تابعًا للدولة المهيمنة بمعناها المجرد. يترتب على ذلك العديد من الآثار الهامة. يمكن لحاكم قوي جذب روافد جديدة، وسيكون له علاقات قوية مع روافده الحالية.
سيجد الحاكم الأضعف صعوبة في جذب هذه العلاقات والحفاظ عليها. طُرح هذا باعتباره أحد أسباب النهضة المفاجئة لسوكوتاي في ظل رام كامهانج الأكبر، على سبيل المثال، وللتراجع الحاد بنفس الدرجة تقريبًا الذي حدث بعد وفاته. يمكن للحاكم الرافد إنكار العلاقة والسعي إما للاستقلال الكامل أو لبناء علاقة مع مهيمن آخر. كان النظام عندئذٍ غير إقليمي.
يدين الحاكم الخاضع، أو بلدته الأساسية كحد أقصى، بالولاء للحاكم المهيمن، لكن ذلك لا ينطبق على جميع سكان منطقةٍ جغرافية بعينها. كان لدى المالك الرافد السلطة إما على دولٍ رافدةٍ (أو دول خاضعة) أخرى أدنى منه في سلسلة السلطة، أو مباشرةً على «شعبه»، أينما كانوا. لم يكن لأي حاكم سلطة على المناطق غير المأهولة بالسكان.
تحدد العلاقة الشخصية بين المهيمنين والحكام المرؤوسين أيضًا ديناميكية العلاقة داخل المندالة. كالعلاقات بين دارماسيتو من سريفيجايا وساماراتونغا من سيلندرا على سبيل المثال، التي حددت تعاقب هذه السلالات الأسرية. كان دارماسيتو الحاكم المهيمن على الملك العظيم لسريفيجايان، في حين يُقترح أن آل سيلندرا في جاوة أقاربه، وكانوا جزءًا من المندالة الخاضعة لسلطة سريفيجايان.
بعد زواج ساماراتونغا من الأميرة تارا، ابنة دارماسويتو، أصبح ساماراتونغا خليفة له ورُقّيَ آل سيلندرا ليصبحوا سلالة ملوك سريفيجايان اللاحقين، ونُقل مركز سريفيجايا من سومطرة إلى جاوة لفترة قرن من الزمان.

## السلطات غير الحصرية
لم تكن العلاقة بين المهيمن والرافد حصريةً بالضرورة. يمكن أن تدفع دولة في المناطق الحدودية الجزية لسلطتين أقوى منها أو ثلاث. يمكن لحاكم رافد عندئذٍ أن يتلاعب بالسلطات الأقوى ضد بعضها البعض من أجل تقليل التدخل من قبل أي منهما، بينما كانت الروافد بالنسبة للقوى الكبرى بمثابة منطقة عازلة لمنع الصراع المباشر بينها.
على سبيل المثال، كانت ممالك الملايو في شبه جزيرة ملايو ولانغكاسوكا وتامبرالينغا، خاضعة لمندالة سريفيجايا في وقتٍ سابق، وفي فترة لاحقة تنافس عليها كل من مندالة أيوتثايا في الشمال ومندالة الماجاباهيت في الجنوب، قبل أن تكتسب ثقلها في نهاية المطاف خلال سلطنة ملقا.